# Liste der Monuments historiques in La Ferté-sur-Chiers
Die Liste der Monuments historiques in La Ferté-sur-Chiers führt die Monuments historiques in der französischen Gemeinde La Ferté-sur-Chiers auf.

## Liste der Immobilien
| Bezeichnung   | Beschreibung | Standort                  | Kennzeichnung | Schutzstatus | Datum | Bild           |
| ------------- | --- | ------------------------- | ------------- | ------------ | ----- | -------------- |
| Werk La Ferté | Infanteriewerk der Maginot-Linie, 1935 erbaut, 1940 durch deutsche Truppen erobert; auch auf dem Gebiet von Villy | nördlich des Ortes (Lage) | PA00078437    | Inscrit      | 1980  | weitere Bilder |